# Dżaradżus
Dżaradżus (arab. جراجوس) – miejscowość w Egipcie, w muhafazie Kina. W 2006 roku liczyła 20 427 mieszkańców.